# Четыре дерева
«Четыре дерева» (нем. Vier Bäume) — пейзаж австрийского художника Эгона Шиле. По мнению Рудольфа Леопольда, «Четыре дерева» является самой удачной пейзажной работой художника.
Картина, известная также под названиями «Четыре каштана», «Каштановая аллея осенью», «Осенняя аллея», «Пейзаж с четырьмя деревьями» и «Осенний пейзаж с четырьмя деревьями», привлекла внимание австрийской общественности в 2020 году, когда в соответствии с действующим в стране законом о реституции она была передана из галереи Бельведер наследникам владельцев, подвергшихся после аншлюса преследованию гитлеровским режимом.
О пробеле в провенансе пейзажа было известно давно, но исследование истории картины началось только после выставки в Бельведере, подготовленной к 100-летию со дня смерти художника в 2018 году. Последним известным владельцем «Четырёх деревьев» до 1930 года числился торговый агент и юрист Йозеф Моргенштерн, он приобрёл картину в венской галерее Небехая. В венской квартире Моргенштерна в Видене, оформленной архитектором Отто Бауэром, пейзаж размещался на стене в музыкальной комнате над камином, как следует из фотографий интерьеров, опубликованных в 1924 году в журнале Innen-Dekoration. В августе 1938 года, после аншлюса Австрии, Моргенштерн подвергся преследованиям как еврей, потерял работу и был вынужден бежать из страны вместе с супругой Алис. Пейзаж «Четыре дерева» они перед отъездом оставили на хранение знакомому адвокату Роберту Рёлю. После захвата Бельгии в мае 1940 года Йозеф Моргенштерн, проживавший в Брюсселе, был арестован местной полицией и содержался затем в разных лагерях для интернированных на юге Франции. 9 сентября 1942 года через транзитный Дранси Моргенштерн был этапирован в Освенцим, где и погиб. В 1943 году директор Бруно Гримшиц приобрёл пейзаж для галереи Бельведер за 8 тыс. рейхсмарок у галереи Л. Т. Ноймана, специализировавшейся на перепродаже произведений искусства, оставленных бежавшими из страны евреями или проданных ими за бесценок.